# Comando de Aeródromo E (v) 206/VII
El Comando de Aeródromo E (v) 206/VII (Flieger-Horst-Kommandantur E (v) 206/VII) fue una unidad de la Luftwaffe durante la Segunda Guerra Mundial.

## Historia
Fue formado el 1 de abril de 1944 en Perugia, a partir del Comando de Aeródromo E 6/IV. Fue disuelto el 5 de abril de 1945.

## Comandantes
- Mayor Hans-Erich Lüders – (1 de abril de 1944 – abril de 1945)

## Servicios
- abril de 1944 – julio de 1944: en Perugia (Italia).
- julio de 1944 – marzo de 1945: en Forlimpopoli (Italia).